# Manaca

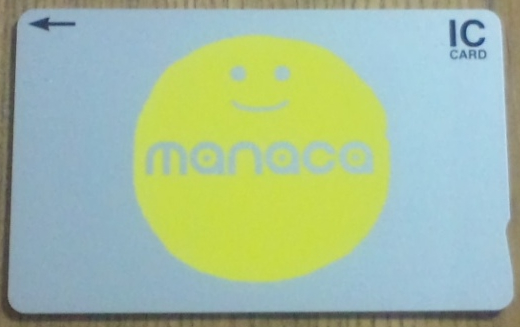
manaca

manaca는 엠아이시와 나고야 교통 개발기구가 전개하는 전자 화폐 기능 비접촉식 IC 카드 승차권이다. 교통 사업자로는 나고야 철도 · 메이테쓰 버스 · 나고야 시 교통국 · 나고야 임해 고속철도 · 나고야 가이드웨이버스 · 도요하시 철도가 참여하고 있다.

## 같이 보기
- TOICA